# Danger Close Games
A Danger Close Games (korábban EA Los Angeles) videójáték-fejlesztő vállalat volt, amit 1995-ben alapítottak DreamWorks Interactive LLC néven, a DreamWorks leányvállalataként.
A céget 2000-ben felvásárolta az Electronic Arts a DreamWorkstől, illetve a Microsofttól, aki még korábban szerzett részesedését a vállalatból. 2003-ban összevonták őket a Westwood Studios (őket leginkább a Command & Conquer alkotóiként ismerik) és az EA Pacific (korábban Westwood Pacific) fejlesztőcégekkel. Több akkori Westwood alkalmazott úgy döntött, saját fejlesztőcéget alapít Petroglyph Games néven.
A stúdión belül kialakult egy csapat, a Danger Close Games, első projektjük pedig a Medal of Honor egyjátékos módjának elkészítése volt. Azóta már a folytatás fejlesztését is megkezdték.

## Videójátékaik
DreamWorks Interactive név alatt
| Cím                                 | Megjelenés | Platform          |
| ----------------------------------- | ---------- | ----------------- |
| Someone’s in the Kitchen!           | 1996       | Microsoft Windows |
| Steven Spielberg’s Director's Chair | 1996       | Microsoft Windows |
| Goosebumps: Escape from HorrorLand  | 1996       | Microsoft Windows |
| The Neverhood                       | 1996       | Microsoft Windows |
| Skullmonkeys                        | 1997       | PlayStation       |
| Jurassic Park: Chaos Island         | 1997       | Microsoft Windows |
| Goosebumps: Attack of the Mutant    | 1997       | Microsoft Windows |
| Dilbert’s Desktop Games             | 1997       | Microsoft Windows |
| The Lost World: Jurassic Park       | 1997       | PlayStation       |
| Small Soldiers                      | 1998       | PlayStation       |
| Small Soldiers: Squad Commander     | 1998       | Microsoft Windows |
| Jurassic Park: Trespasser           | 1998       | Microsoft Windows |
| Boombots                            | 1999       | PlayStation       |
| T’ai Fu: Wrath of the Tiger         | 1999       | PlayStation       |
| Warpath: Jurassic Park              | 1999       | PlayStation       |
| Medal of Honor                      | 1999       | PlayStation       |
| Medal of Honor: Underground         | 2000       | PlayStation       |

EA Los Angeles név alatt
| Cím                                                                                                  | Megjelenés | Platform                                         |
| --- | ---------- | ------------------------------------------------ |
| Clive Barker’s Undying                                                                               | 2001       | Microsoft Windows, OS X                          |
| Medal of Honor: Frontline                                                                            | 2002       | GameCube, PlayStation 2, Xbox                    |
| Medal of Honor: Allied Assault Spearhead (kiegészítőcsomag)                                          | 2002       | Microsoft Windows, OS X                          |
| Medal of Honor: Rising Sun                                                                           | 2003       | GameCube, PlayStation 2, Xbox                    |
| Command & Conquer: Generals – Zero Hour (kiegészítőcsomag)                                           | 2003       | Microsoft Windows, OS X                          |
| GoldenEye: Rogue Agent                                                                               | 2004       | GameCube, PlayStation 2, Xbox                    |
| Medal of Honor: Pacific Assault                                                                      | 2004       | Microsoft Windows                                |
| The Lord of the Rings: The Battle for Middle-earth                                                   | 2004       | Microsoft Windows                                |
| Medal of Honor: European Assault                                                                     | 2005       | GameCube, PlayStation 2, Xbox                    |
| The Lord of the Rings: The Battle for Middle-earth II                                                | 2006       | Microsoft Windows, Xbox 360                      |
| The Lord of the Rings: The Battle for Middle-earth II: The Rise of the Witch-king (kiegészítőcsomag) | 2006       | Microsoft Windows                                |
| Command & Conquer 3: Tiberium Wars                                                                   | 2007       | Microsoft Windows, OS X, Xbox 360                |
| Medal of Honor: Vanguard                                                                             | 2007       | PlayStation 2, Wii                               |
| Medal of Honor: Airborne                                                                             | 2007       | Microsoft Windows, PlayStation 3, Xbox 360       |
| Medal of Honor: Heroes 2                                                                             | 2007       | PlayStation Portable                             |
| Command & Conquer 3: Kane’s Wrath (kiegészítőcsomag)                                                 | 2008       | Microsoft Windows, Xbox 360                      |
| Boom Blox                                                                                            | 2008       | Wii                                              |
| Command & Conquer: Red Alert 3                                                                       | 2008       | Microsoft Windows, OS X, PlayStation 3, Xbox 360 |
| Command & Conquer: Red Alert 3 – Uprising (kiegészítőcsomag)                                         | 2009       | Microsoft Windows                                |
| Boom Blox Bash Party                                                                                 | 2009       | Wii                                              |
| Command & Conquer 4: Tiberian Twilight                                                               | 2010       | Microsoft Windows                                |

Danger Close Games név alatt
| Cím                             | Megjelenés | Platform                                   |
| ------------------------------- | ---------- | ------------------------------------------ |
| Medal of Honor (egyjátékos mód) | 2010       | Microsoft Windows, PlayStation 3, Xbox 360 |
| Medal of Honor: Warfighter      | 2012       | Microsoft Windows, PlayStation 3, Xbox 360 |